# Asteroid Pair
Ein Asteroid Pair (deutsch Übersetzung Asteroidenpaar) sind zwei Asteroiden mit annähernd identischen Bahnelementen und gleicher mineralogischer Zusammensetzung ohne gravitative Bindung. Durch nicht-gravitative Effekte ist ihre Lebensdauer auf einige hunderttausend Jahre begrenzt.
Im Gegensatz zum Asteroid Pair spricht man von einem Doppelasteroiden, wenn eine gravitative Bindung besteht.

## Lebenszyklus
Die Asteroid Pairs verfügen über fast identische heliozentrische oskulierende Bahnelemente und bei einer Rückintegration kann ein Zeitpunkt bestimmt werden, zu dem die beiden Asteroiden einen gegenseitigen Abstand kleiner als der Hill-Radius voneinander hatten. Der Farbindex und das Spektrum der beiden Kleinplaneten sind ununterscheidbar.
Die folgenden Hypothesen sind bezüglich der Entstehung aufgestellt worden:
- Das Auseinanderbrechen eines Asteroiden durch einen Meteoroideneinschlag
- Spaltung eines Asteroiden durch Rotationszunahme aufgrund des YORP-Effekts
- Spaltung eines Doppelasteroiden durch gravitative und nicht-gravitative Kräfte wie Streuung durch eine nahe Passage an einem Planeten oder den YORP-Effekt

Einige junge Asteroidenpaare zeigen zeitweise während ihrer Rotationsperiode eine nur wenig durch Weltraum-Erosion gealterte Oberfläche, während dies bei anderen nicht beobachtet werden kann. Erstere sind wohl durch das Auseinanderbrechen eines Asteroiden entstanden, bei dem die internen Kohäsionskräfte des Rubble Pile nicht mehr ausreichten. Heute wird davon ausgegangen, dass die Asteroid Pairs auch durch die Spaltung eines Doppelasteroiden entstanden sind, während durch einen Meteoroideneinschlag zwar Asteroidenfamilien und Gruppen entstehen können, aber für ein Asteroidenpaar divergieren die resultierenden Bahnelemente zu stark.
Die Lebensdauer der Asteroid Pairs wird durch die gravitative Wechselwirkung mit Planeten sowie den YORP-Effekt begrenzt. Nach einigen hunderttausend Jahren unterscheiden sich die Bahnelemente bereits so stark, dass die beiden Asteroiden nicht mehr als Paar wahrgenommen werden können (im Gegensatz zu Asteroidenfamilien deren Alter auf bis zu mehrere Milliarden Jahre geschätzt werden kann).

## Beispiele
- (1779) Paraná – (13732) Woodall
- (2110) Moore-Sitterly – (44612) 1999 RP27
- (5026) Martes – 2005 WW113[1]
- (6070) Rheinland – (54827) 2001 NQ8
- (7343) Ockeghem – (154634) 2003 XX38